# Relais 4 × 100 mètres masculin aux championnats du monde d'athlétisme 2001
Navigation
Séville 1999 Paris 2003
L'épreuve du relais 4 × 100 mètres masculin des championnats du monde d'athlétisme 2001 s'est déroulée les 11 et 12 août 2001 au stade du Commonwealth d'Edmonton, au Canada. Elle est remportée par l'équipe d'Afrique du Sud (Morné Nagel, Corné du Plessis, Lee-Roy Newton et Matthew Quinn). L'équipe des États-Unis, vainqueur de l'épreuve, est disqualifiée en 2005 à la suite de la mise en cause de Tim Montgomery dans l'affaire Balco

## Résultats

### Finale
| Rang               | Pays              | Athlètes                                                                                       | Temps   | Notes |
| ------------------ | ----------------- | ---------------------------------------------------------------------------------------------- | ------- | ----- |
| Médaille d'or      | Afrique du Sud    | Morné Nagel Corné du Plessis Lee-Roy Newton Matthew Quinn                                      | 38 s 47 | NR    |
| Médaille d'argent  | Trinité-et-Tobago | Marc Burns Ato Boldon Jacey Harper Darrel Brown                                                | 38 s 58 | NR    |
| Médaille de bronze | Australie         | Matthew Shirvington Paul Di Bella Steve Brimacombe Adam Basil                                  | 38 s 83 | SB    |
| 4                  | Japon             | Ryo Matsuda Shingo Suetsugu Toshiyuki Fujimoto Nobuharu Asahara                                | 38 s 96 |       |
| 5                  | Côte d'Ivoire     | Jean-Marie Irie Ahmed Douhou Yves Sonan Éric Pacôme N'Dri                                      | 39 s 18 |       |
| 6                  | Pologne           | Ryszard Pilarczyk Łukasz Chyła Piotr Balcerzak Marcin Jędrusiński                              | 39 s 71 |       |
| -                  | Brésil            | Cláudio Roberto Souza Édson Luciano Ribeiro André Domingos da Silva Claudinei Quirino da Silva | DNF     |       |
| -                  | États-Unis        | Mickey Grimes Bernard Williams Dennis Mitchell Tim Montgomery                                  | 37 s 96 | DQ    |

## Légende
Records et Performances
- AR : Record continental (area record)
- CR : Record des championnats (championship record)
- MR : Record du meeting (meet record)
- NR : Record national (national record)
- OR : Record olympique (olympic record)
- PR : Record paralympique (paralympic record)
- PB : Record personnel (personal best)
- SB : Meilleure performance personnelle de la saison (season's best)
- WL : Meilleure performance mondiale de l'année (world leader)
- WJR : Record du monde junior (world junior record)
- WR : Record du monde (world record)

Circonstances et Conditions
- DNF : N'a pas terminé (did not finish)
- DNS : N'a pas pris le départ (did not start)
- DQ : Disqualification (disqualification)
- NM : Aucun essai valable enregistré (No Mark)
- Q : Qualifié « directement » au prochain tour (ou à la prochaine compétition), lors d'une compétition majeure, grâce au classement ou à la réalisation des minima (automatic qualifier)
- q : Qualifié au prochain tour (ou à la prochaine compétition), lors d'une compétition majeure, grâce au repêchage ou à la réalisation de l'une des meilleures performances parmi celles des « non qualifiés directement » (grâce au meilleur temps ou à la meilleure distance par exemple) (secondary qualifier)